# Egyetemváros

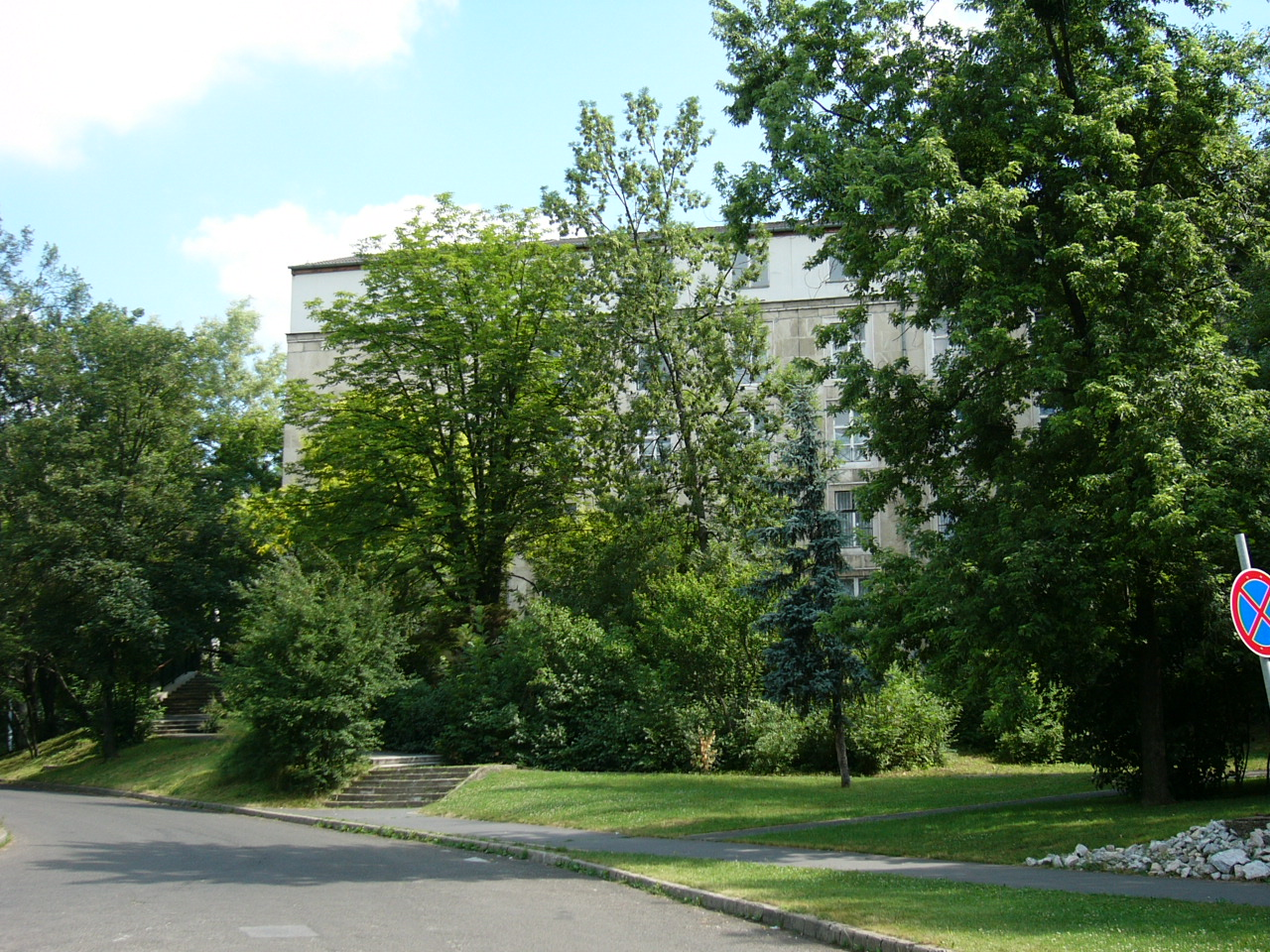
Studenthemmet E/6

Egyetemváros eller Universitetsstaden är den del av Miskolc, Ungern där byggnaderna för Miskolcs Universitet finns.
Området är omkring 850 000 m² stort och finns mellan Avaskullen och Miskolctapolca. Den blev föreslagen som platsen för universitetet i februari 1950, eftersom universitetet skulle flyttas från Sopron till Miskolc.
Huvudbyggnaderna för universitetet, biblioteket, matsalen, studenthemmet och sportfaciliteterna finns i denna del av Miskolc, omgivna av en stor park.
Det är inte alla delar av universitetet som finns i detta distrikt. Dunaújvárosinstitutet var en fakultet till universitetet mellan 1969 och 2000. Lärarinstitutet, som blev en fakultet till universitetet år 2000, ligger i Sárospatak.
Béla Bartóks musikinstitut, som blev en del av universitetet 1997, ligger i Zenepalota i Belváros, medan Imre Hajnal hälsoinstitut (grundat 2001) ligger i Hejőcsaba.